# Progne subis
Progne subis (Linnaeus, 1758) è una specie di uccelli appartenente alla famiglia Hirundinidae.
È la più grande rondine del Nord America. Nonostante il nome rondine purpurea, ha le piume blu-nerastre scure che hanno una lucentezza iridescente causata dalla rifrazione della luce. 
Sono rondini migratori e il loro areale riproduttivo si estende dall'Alberta centrale fino agli Stati Uniti orientali.